# 米田仁士
米田 仁士（よねだ ひとし 1955年 - ）は、日本のイラストレーターである。

## 略歴
大阪星光学院高等学校卒業本人のツイートより
京都市立芸術大学中退後、黎明期からゲーム関係のイラストレーターとして活動。主にファンタジーやSF関係の書籍・ゲームなどで活動している。
第25回星雲賞アート部門の受賞者。妻はモンスターメーカーシリーズのイラストで知られるイラストレーターの九月姫。

## 作品
特に記載のないものは、イラストを提供した作品。

### ゲーム
- ザナドゥ シナリオII
- ソーサリアン
- ソードワールド
- 聖剣伝説
- ルナティックドーンIII

- ミネルバトンサーガ ラゴンの復活：デザインワークス
- ファンタシースター：作画
  - ファンタシースターII 還らざる時の終わりに：作画
- ミスティックアーク：モンスターデザイン
- 幻世虚構・精霊機導弾：キャラクターデザイン
- あやかしの城：イメージイラスト
- 悠久の車輪：カードイラスト
- アルテイル：カードイラスト

### 小説
- ホムンクルス
- ゑゐり庵綺譚（梶尾真治著）
- 凍結都市（アースコット&マール著）

ハヤカワ文庫
- 不思議の国トリプレット（ティモシィ・ザーン著）
- 霜の中の顔（ジョン・ベレアーズ著）
- 宇宙探偵ラスティ（ブルース・コーヴィル著）
- 幻影の航海（ティム・パワーズ著）
- スペルシンガー（アラン・ディーン・フォスター著）
- スペルシンガー サーガ２　救世の使者（アラン・ディーン・フォスター著）
- スペルシンガー サーガ３　頭の痛い魔法使い（アラン・ディーン・フォスター著）
- スペルシンガー サーガ４　わがままな魔術師（アラン・ディーン・フォスター著）
- スペルシンガー サーガ５　不機嫌な魔界の旅人（アラン・ディーン・フォスター著）
- スペルシンガー サーガ６　困りものの魔法の楽器（アラン・ディーン・フォスター著）

大陸ノベルス
- 女戦士エフェラ&ジリオラ（ひかわ玲子著）

ソノラマ文庫
- 銀河笑撃隊（横田順弥著）
- 埋葬人形ウシャブティ（田中文雄著）
- 晴れた空から突然に…（田中芳樹著）
- トウキョウ・バトル・フリークス （牧野修著）
- 第二の太陽へ（横田順弥著）
- 奪われ人ゼオ（団龍彦著）
- パラサイコマン（岬兄悟著）
- ジェノサイダー（梶尾真治著）
- アイオーン（山下定著）

トクマ・ノベルズEdge
- 屍竜戦記（片理誠著）

アニメージュ文庫
- アルテミスの反乱 2039（稲生達朗著）

角川スニーカー文庫
- ガデュリン（羅門祐人著）
- 平安聖戦絵巻 沙羅と竜王〈上巻 天女降臨篇〉 （小沢章友著）
- 平安聖戦絵巻 沙羅と竜王〈下巻 魔界出現篇〉 （小沢章友著）
- ソーサリアン創世紀（松枝蔵人著）
- 野を馳せる風のごとく（花田一三六著）

富士見ファンタジア文庫
- ソードワールド短編集
- 黒衣の武器商人（井上雅彦著）
- はじまりの骨の物語（五代ゆう著）

電撃文庫
- 海の城・山の城（藍野香織著）
- 青の聖騎士伝説（深沢美潮著）

フォア文庫（児童書）
- 都市伝説探偵セリ（牧野修著）

### ゲームブック
- 展覧会の絵（森山安夫著）
- ニフルハイムのユリ（林友彦著）
- ウルフヘッドの誕生（林友彦著）
- ウルフヘッドの逆襲（林友彦著）
- ワルキューレの冒険（本田成二著）
- スーパーアドベンチャーゲーム
- 魔法使いナシアンの旅 (滝永悟)
- 魔法使いナシアン　双頭の竜 (滝永悟)
- スカイフォールシリーズ　呪われた鉱山(表紙）
- スカイフォールシリーズ　黒いピラミッドの謎(表紙）
- スカイフォールシリーズ　魔宮の人喰い植物(表紙）

### トレーディングカード
- モンスターコレクション
- バトルスピリッツ
- 戦国絵札遊戯 不如帰 -HOTOTOGISU- 乱

### 雑誌
- ウォーロック：表紙（vol.15 - vol.63（最終号））
- RPGamer

### コミック作品
- 「日米特撮大合戦」 マンガ少年別冊「すばらしき特撮映像の世界」掲載
- 「米田仁士のお子様ランド」宇宙船巻末の読者コーナーで連載の4コマ漫画
- 「われはロボットくん」 徳間書店「月刊少年キャプテン」誌連載

### 画集
- 「QVINTA ESSENTIA - 米田仁士画集」(富士見書房刊、1993年)　ISBN 4-8291-9110-4
- 「KALEIDOSCOPE（カレイドスコープ）」(朝日ソノラマ刊、1994年)
- 「エヌマ・エリシュ - 米田仁士自選作品集」(NTT出版、1995年)